# Bíborbogárfélék
A bíborbogárfélék (Pyrochroidae) a rovarok (Insecta) osztályában a bogarak (Coleoptera) rendjébe, azon belül a mindenevő bogarak (Polyphaga) alrendjébe tartozó család.

## Magyarországon előforduló fajok
AGNATHINAE (Lacordaire, 1859)
Agnathus (Germar, 1825)
Éger-bíborbogár (Agnathus decoratus) (Germar, 1918)
PEDILINAE (Lacordaire, 1859) alcsalád
PILIPALPINAE (Abdullah, 1964)
PYROCHROINAE (Latreille, 1807)
Pyrochroa (Müller, 1764)
Nagy bíborbogár (Pyrochroa coccinea) (Linnaeus, 1761)
Közép-bíborbogár (Pyrochroa serraticornis) (Scopoli, 1763)
Schizotus (Newman, 1838)
Kis bíborbogár (Schizotus pectinicornis) (Linnaeus, 1758): Magyarországon védett, természetvédelmi értéke: 2000 Ft.
TYDESSINAE (Nikitsky, 1986)

## Képek

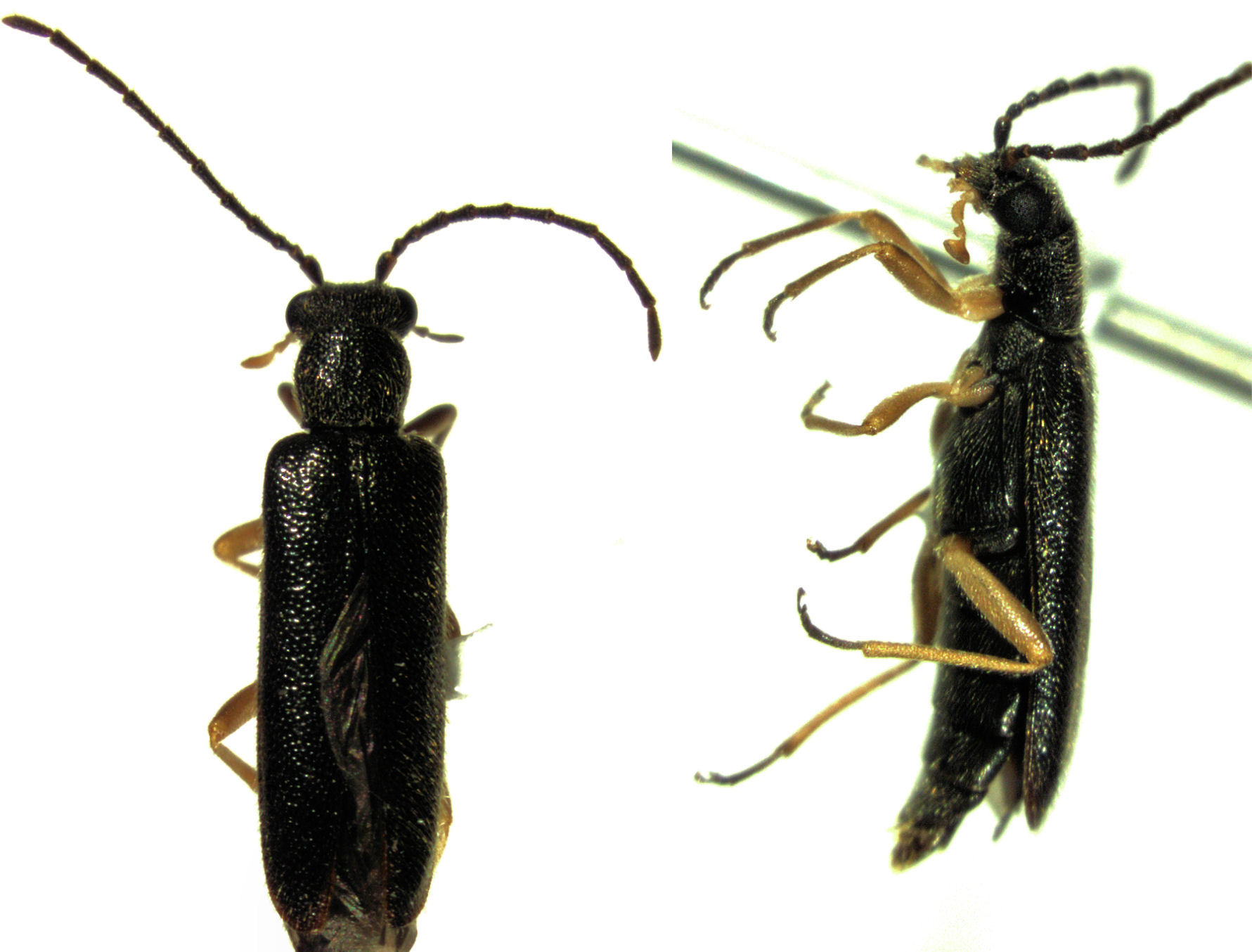
Techmessa longicollis (Pilipalpinae)
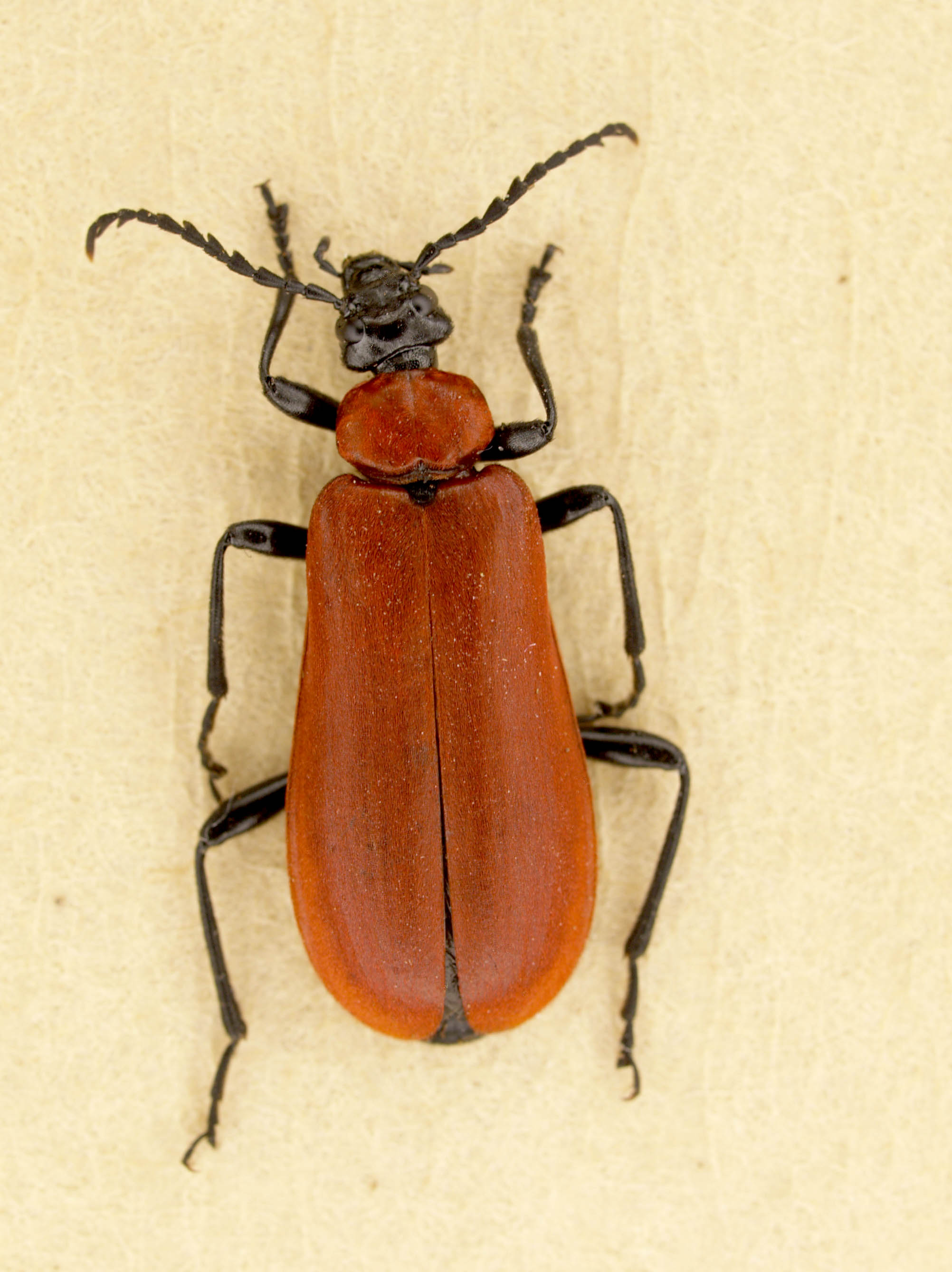
Nagy bíborbogár (Pyrochroinae)
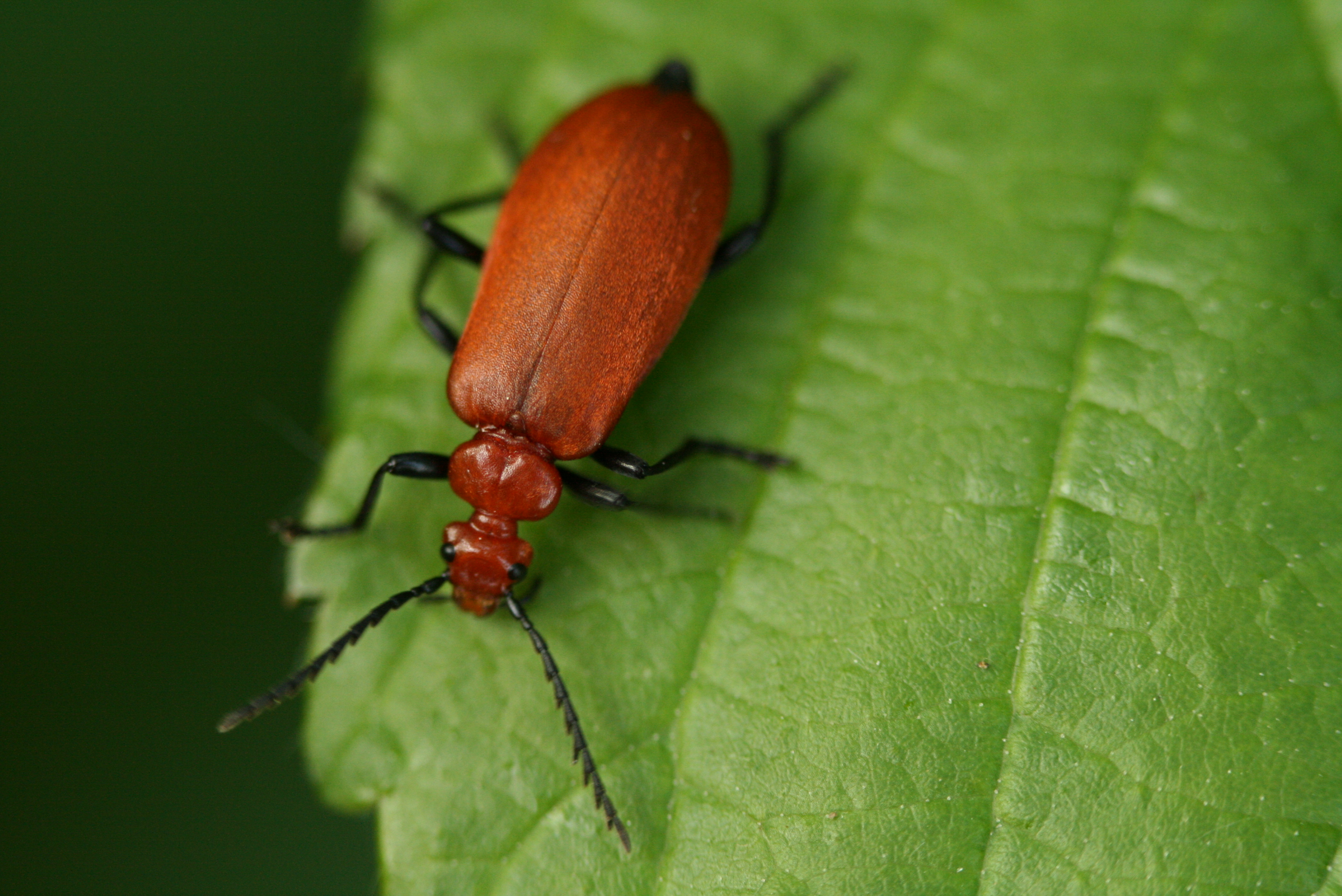
Közép-bíborbogár (Pyrochroinae)
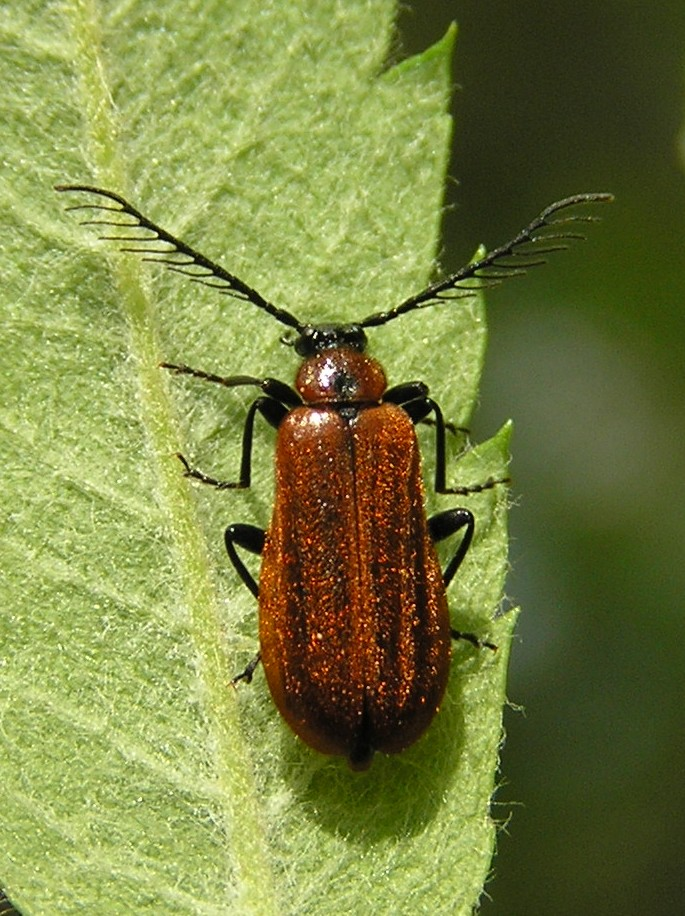
Kis bíborbogár (Pyrochroinae)

## Fordítás
- Ez a szócikk részben vagy egészben  a   Pyrochroidae című norvég Wikipédia-szócikk fordításán alapul.  Az eredeti cikk szerkesztőit annak laptörténete sorolja fel. Ez a jelzés csupán a megfogalmazás eredetét és a szerzői jogokat jelzi, nem szolgál a cikkben szereplő információk forrásmegjelöléseként.